# Damià Sabater
Damià Sabater Tous (ur. 3 lutego 1996 w Palma de Mallorca) – hiszpański piłkarz występujący na pozycji pomocnika w CD Lugo.